# Цимбали (монета)
«Цимба́ли» — пам'ятна біметалева монета номіналом 5 гривень, випущена Національним банком України, присвячена струнному ударному музичному інструменту, здавна відомому в Україні — цимбалам, який складається з дерев'яного корпусу трапецеїдальної форми і металевих струн, на яких грають, ударяючи паличками або молоточками. Цимбали мають багату музичну палітру і використовуються в ансамблях народних інструментів (троїсті музики).
Монету введено в обіг 22 грудня 2006 року. Вона належить до серії «Народні музичні інструменти».

## Опис монети та характеристики
| Номінал грн. | Метал                   | Маса, г | Діаметр, мм | Якість виготовлення       | Гурт                 | Тираж, штук |
| ------------ | ----------------------- | ------- | ----------- | ------------------------- | -------------------- | ----------- |
| 5            | нікелевий сплав, нордік | 9,4     | 28,0        | спеціальний анциркулейтед | секторальне рифлення | 100 000     |

### Аверс
Віялоподібна рельєфна поверхня поля аверсу символічно відтворює мелодію цимбал у вигляді стилізованого барокового орнаменту. Розміщено написи, стилізовані під козацький шрифт, «НАЦІОНАЛЬНИЙ БАНК УКРАЇНИ» (угорі), «2006»/ «5»/ «ГРИВЕНЬ» (унизу) та логотип Монетного двору Національного банку України.

### Реверс

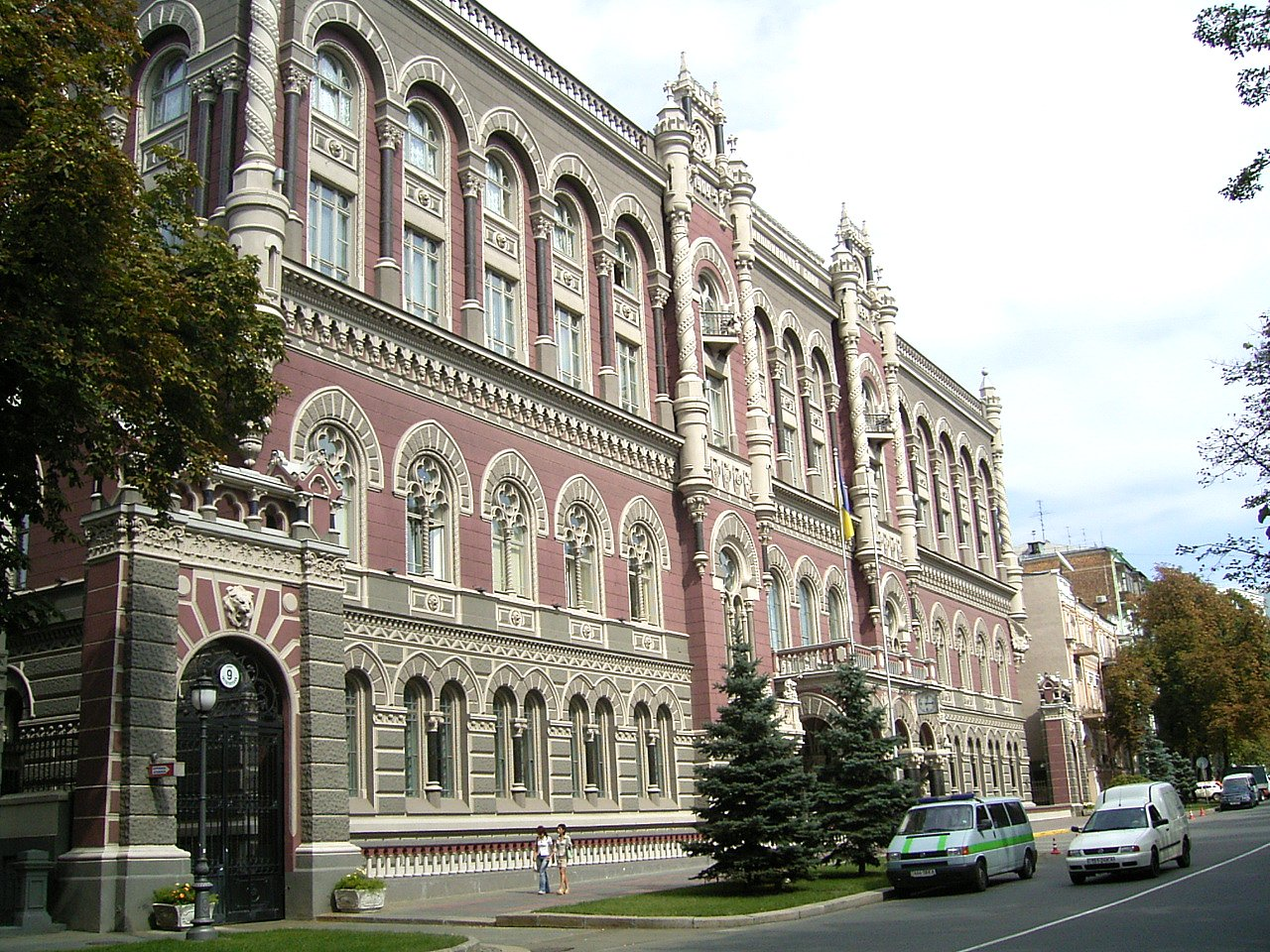
Будівля Національного банку України

На реверсі монети зображено цимбали, по колу — бароковий орнамент і стилізований під козацький шрифт напис «ЦИМБАЛИ».

## Автори
- Художники: Таран Володимир, Харук Олександр, Харук Сергій.
- Скульптор — Дем'яненко Володимир.

## Вартість монети
Ціну монети — 19 гривень встановив Національний банк України у період реалізації монети через його філії у 2006 році.
Фактична приблизна вартість монети, з роками змінювалася так:
| Рік        | 2010 | 2011 | 2012 | 2013 | 2014 | 2015 | 2016 | 2017 | 2018 | 2019 | 2020 | 2021 | 2022 | 2023 | 2024 | 2025 |
| ---------- | ---- | ---- | ---- | ---- | ---- | ---- | ---- | ---- | ---- | ---- | ---- | ---- | ---- | ---- | ---- | ---- |
| Ціна, грн. | 25   | 25   | 25   | 25   | 19   | 26   | 30   | 45   | 45   | 45   | 45   | 45   | 50   | 100  | 150  | 160  |